# Jamie Knight-Lebel
Jamie Mathieu Knight-Lebel (ur. 24 grudnia 2004 w Montrealu) – kanadyjski piłkarz pochodzenia walijskiego występujący na pozycji środkowego obrońcy, reprezentant Kanady, od 2024 roku zawodnik angielskiego Crewe Alexandra.
Jego ojciec pochodzi z Kanady, zaś matka z Walii. Urodził się w Kanadzie, a w wieku pięciu lat przeprowadził się z rodziną do Anglii.